# 我在大理寺当宠物
《我在大理寺当宠物》，2018年中国大陆古装玄幻爱情剧。根据作家陌上人如玉的小说《大理寺少卿的宠物生涯》改编，由刘镇明导演，徐开骋、胡意旋领衔主演，徐嘉苇、王熙然、李奕增、陈潇联合主演。2018年9月25日在搜狐视频首播。同年12月，剧组在北京举办了庆功会。

## 播出时间
| 频道     | 所在地   | 播映日期               | 播出时间        | 备注 |
| -------- | -------- | ---------------------- | --------------- | ---- |
| 搜狐视频 | 中国大陆 | 2018年9月25日-11月20日 | 每週二20:00更新 |      |

## 演员列表

### 主要演员
| 演員   | 角色   | 介紹 | 配音 |
| 徐开騁 | 青墨顏 | 男主角，大理寺卿，掌管刑獄。氣宇軒昂、行事穩重，甚受皇帝賞識，但因自幼失母，又身帶蠱毒，而認為自己一輩子不可能得到幸福，心有千千結。一次蠱毒發作時巧遇穿越而來變成貓的茹小嵐，發現牠（她）身上的香氣可以抑制自己的蠱毒，而把小嵐當成寵物養，其後發現小嵐可以化為人形，而把她當作妖怪，因怕小嵐逃走，任命她為大理寺的醫官助理。愛上小嵐後，擔心身上蠱毒會傷害小嵐，而內心矛盾掙扎不已。 | 马洋 |
| 胡意旋 | 茹小嵐 | 女主角，樂觀爽朗的元氣少女，自爺爺處習得陰陽術，受不明力量的指引穿越到古代變成一隻香貓，因身上的香氣可以抑制青墨顏身上的蠱毒，被他當成寵物養。無意間發現青墨顏隨身佩戴的藍色五色石可以幫助自己化為人形，認為五色石有神奇力量，原想找齊五色石幫助自己回到現代，但愛上青墨顏後又不捨離去。                                                                                               | 陶典 |

### 其他演员
| 演員   | 角色        | 介紹 | 配音   |
| 徐嘉苇 | 玄玉        | 青墨颜護衛，對青墨顏非常忠心，最早發現青墨顏和茹小嵐互生情愫，在旁邊推波助瀾的大理寺小愛神。                                   | 刘圣博 |
| 王熙然 | 长恨/小婉   | 大理寺醫官，因特殊原因女扮男裝，暗戀青墨顏。                                                                                   | 杨鸥   |
| 李奕增 | 太子        | 對茹小嵐一見鍾情。身患不明疾病，需定期服用以鬼草煉製的藥。                                                                     | 王梓   |
| 陈潇   | 皇后/清涣   | 青墨顏的生母，失蹤逾二十年，生死不明，是解開一切謎團的關鍵人物。                                                               |        |
| 朱振豪 | 尹殤        | 太子護衛。 | 刘飞   |
| 曹安娜 | 毒夫人      | 居住於清水寨的妖女。紫色五色石的擁有者，想集齊五色石煉製不老丹藥，發現青墨顏擁有藍色五色石而追殺他。                           | 江曙斐 |
| 陈露茜 | 柳陽郡主    | 喜歡青墨顏，因此敵視茹小嵐。                                                                                                   | 海天   |
| 奚紅   | 皇貴妃/清瀟 | 太子的母親。 |        |
| 唐孜悅 | 于靜祺      | 小王爺。 |        |
| 趙勝勝 | 皇上        | 青墨顏的生父。 |        |
| 劉佳南 | 伏全山      | 清水寨采药人，曾经见过鬼草。                                                                                                   |        |
| 王輝   | 清都        | 清瀟和清渙的師兄。 |        |
| 昌鵬興 | 蠱王        | 被清渙封印在自己的身上，後就寄住在青墨顏身上，最後茹小嵐把青墨顏身上的蠱毒引到了自己的身體裡，然後拔劍自殺了，將蠱王徹底除掉。 |        |
| 夏芬   | 蓮兒        | 皇貴妃的宮女。 |        |
| 路恒連 | 無思上人    | 清渙、清瀟的師父也是領養茹小嵐的人。                                                                                           |        |
| 梁欽祺 | 侯爺        | 青墨顏的養父。 |        |

## 电视原声带
| 曲序 | 曲目                 |                 | 作曲   | 演唱   |
| ---- | -------------------- | --------------- | ------ | ------ |
| 1.   | 怀里的鱼（主题曲）   | 劉暢            | 譚旋   | 徐开骋 |
| 2.   | 像一只貓咪（片尾曲） | 劉柏謠          | 劉柏謠 | 張碧格 |
| 3.   | 相忘（插曲）         | 郭子綦 、張宇萌 | 王鵬飛 | 陳佳懿 |

## 外部连结
- 我在大理寺当宠物的新浪微博
- 豆瓣电影上《我在大理寺当宠物》的資料 （简体中文）